# Morkůvky
Morkůvky település Csehországban, Břeclavi járásban. Morkůvky Kobylí, Klobouky u Brna, Brumovice, Boleradice és Němčičky településekkel határos. Lakosainak száma 516 fő (2024. január 1.).

## Népesség
A település lakosságának változását az alábbi diagram mutatja:
| Lakosok száma | 634  | 803  | 811  | 646  | 484  | 432  | 459  | 480  | 473  | 516  |
|               | 1869 | 1900 | 1921 | 1961 | 1980 | 2011 | 2016 | 2019 | 2021 | 2024 |